# Češka ženska softbolska reprezentacija
Češka ženska softbolska reprezentacija predstavlja državu Češku u športu softbolu.
Krovna organizacija: 

## Sudjelovanja na EP
- Rovereto 1979.: nisu sudjelovale
- Haarlem 1981.: nisu sudjelovale
- Parma 1983.: nisu sudjelovale
- Antwerpen/Anvers 1984.: nisu sudjelovale
- Antwerpen/Anvers 1986.: nisu sudjelovale
- Hørsholm 1988.: nisu sudjelovale
- Genova 1990.: sudjelovale kao dio ČSR
- Bussum 1992.: sudjelovale kao dio ČSR
- Settimo Torinese 1995.: brončane
- divizija "A", Prag 1997.: brončane
- divizija "A", Antwerpen/Anvers 1999.: srebrne
- divizija "A", Prag 2001.: srebrne
- divizija "A", Caronno, Pertusella-Saronno, Italija 2003.: 4.
- divizija "A", Prag 2005.: 6.
- divizija "A", Amsterdam 2007.: 4.